# Mačje leto: nekaj mačjemu koledarju podobnega
Mačje leto: nekaj mačjemu koledarju podobnega je slovenska kratka sodobna 
pravljica, delo Svetlane Makarovič, ilustrirala jo je Svetlana Makarovič. Delo izdano leta 1987 pri založbi Ljubljana: Dokumentarna.

## O avtorici
Svetlana Makarovič je slovenska pesnica in mladinska pisateljica. Rodila se je 1. januarja 1939, v Mariboru. Svetlana Makarovič je vsestranska umetnica, književnica, igralka, pevka in ilustratorka.

## Vsebina
Zgodbica  govori o smetiščenm mačku, ki ni bil zadovoljen s svojim življenjem. Njegovo godrnjanje, češ ljudje in miši niso več kar so bili, je slišala stara pretegnjena mačka. Po pogovoru sta se odločila, da bosta poiskala nov dom. Na poti k boljšemu življenju sta srečala veliko mačk(januarskega mucka, februarske mucke, marčno mamo muco z dvema porednima muckoma, aprilskega mucka, dva majska mucka, junijskega maca, julijskega  muca, avgustovskega muca, septemberskega mačka, oktoberskega mačka, novemberskega muca in štiri decemberske mucke). Te so jih vabile k sebi, vendar nikjer nista bila zadovoljna.
Mačje leto se je  izteklo in  novo leto  sta praznovala pri decemberskih muckih. Po praznovanju pa sta se odločila, da bosta obiskala vse prijatelje, ki sta jih spoznala med potjo.

## Književni liki
Glavna lika v pravljici sta smetiščni maček in njegova prijateljica stara,pretegnjena mačka.  
V pravljici pa nastopajo še januarski mucek, februarska mucka, marčna mama muca z dvema porednima muckoma, aprilski muc, dva majska mucka, junijski muc, julijski muc, avgustovski muc, septemberska mačka, oktobrski maček, novembrski muc in štirje decembrski mucki.